# International Society for Mental Health Online
ISMHO (ang. International Society for Mental Health Online) - założone w 1997 roku stowarzyszenie zajmujące się zastosowaniami i rozwojem komunikacji online w kontekście zdrowia psychicznego. Jest to organizacja non-profit skupiająca studentów, nauczycieli, naukowców, osoby mające praktykę kliniczną z całego świata, które łączy zainteresowanie tą tematyką. Członkowie ISMHO sami komunikują się między sobą głównie przez Internet, a ważne ustalenia dokonują się na liście dyskusyjnej czy forum dostępnych tylko dla zarejestrowanych członków stowarzyszenia.
ISMHO nie zajmuje żadnego oficjalnego stanowiska co do wartości psychoterapii online, ale opracowało zestaw sugerowanych reguł charakteryzujących prowadzenie terapii za pomocą mediów elektronicznych.

## Warunki członkostwa
Aby zostać członkiem stowarzyszenia należy jedynie zarejestrować się na jego stronie i corocznie opłacać składkę członkowską.